# Stethacanthus
Lo stetacanto (gen. Stethacanthus) è un pesce cartilagineo estinto, strettamente imparentato con gli squali. Visse tra la fine del Devoniano e l'inizio del Carbonifero (360-350 milioni di anni fa). I suoi resti sono stati rinvenuti in Scozia e in USA

## Descrizione
Lungo meno di un metro, questo straordinario “squalo” era dotato di una bizzarra struttura dalla funzione sconosciuta: la pinna dorsale, nella parte superiore, era appiattita ed espansa, e andava a formare una superficie simile a quella di un'asse da stiro. Questa struttura, inoltre, era ricoperta da una moltitudine di piccoli aculei (versioni ingrandite dei denticoli dermici che normalmente ricoprono la pelle degli squali); anche la testa dello stetacanto era ricoperta da questi denticoli. 

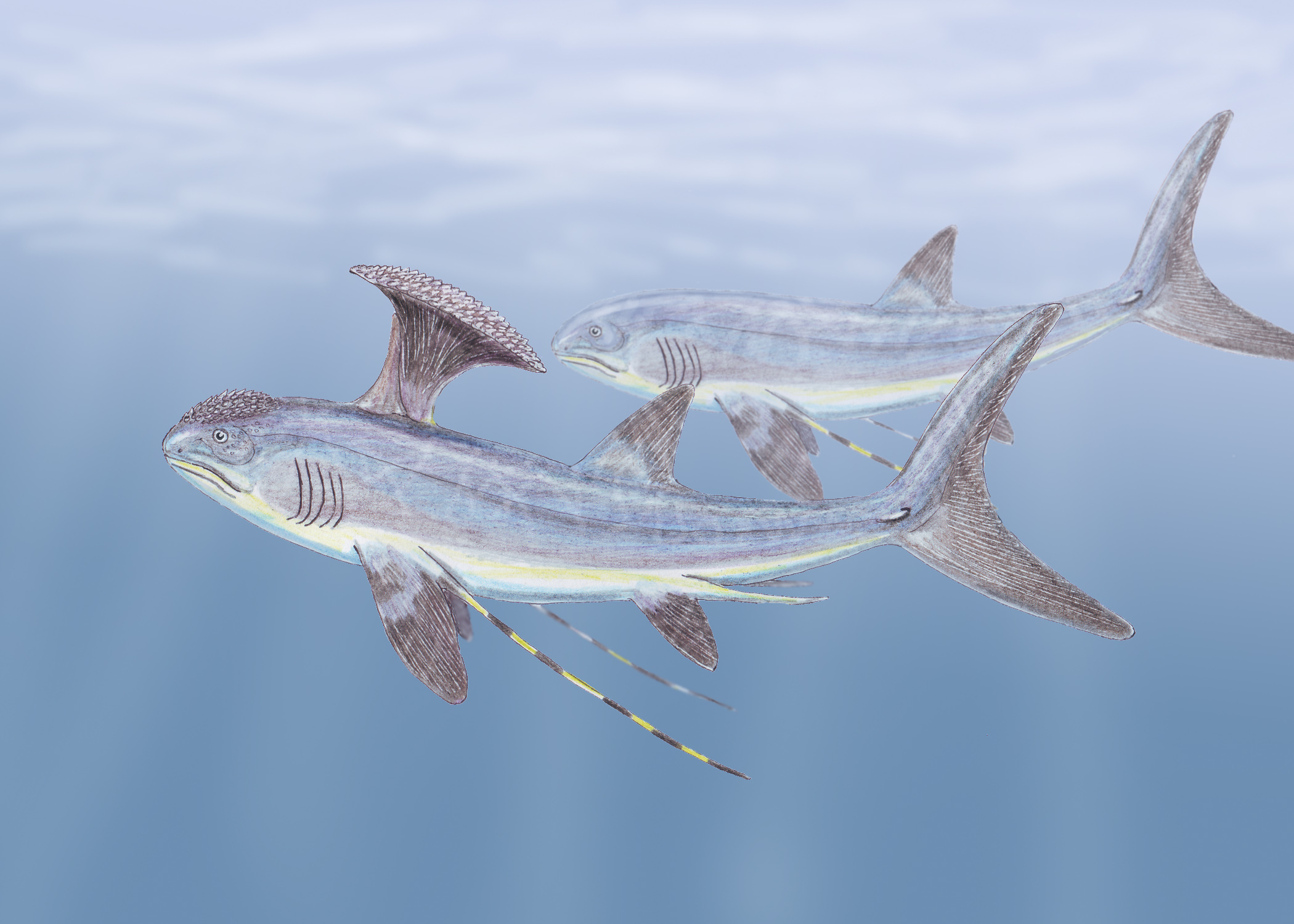
Ricostruzione di una coppia di Stethacanthus

Alcuni scienziati suppongono che queste strutture servissero all'animale durante il rituale dell'accoppiamento (sembra infatti che le femmine ne fossero sprovviste).

## Specie e parentele
Sono note varie specie di stetacanto, tutte caratterizzate da queste strutture. Tra le più note, da ricordare Stethacanthus productus e S. praecursor. Un altro animale simile, appartenente a una famiglia strettamente imparentata, è Falcatus, dotato di un'espansione della pinna dorsale rivolta in avanti.